# تلمبه ثبت‌اسناد
تلمبه ثبت‌اسناد، یک آبادی از توابع بخش مرکزی، شهرستان شهربابک در استان کرمان ایران است.

## جمعیت
این آبادی در دهستان خاتون‌آباد قرار دارد و براساس سرشماری مرکز آمار ایران در سال ۱۳۹۵، جمعیت آن ۶۴ نفر (۲۳ خانوار) بوده‌است.